# Bisinoză

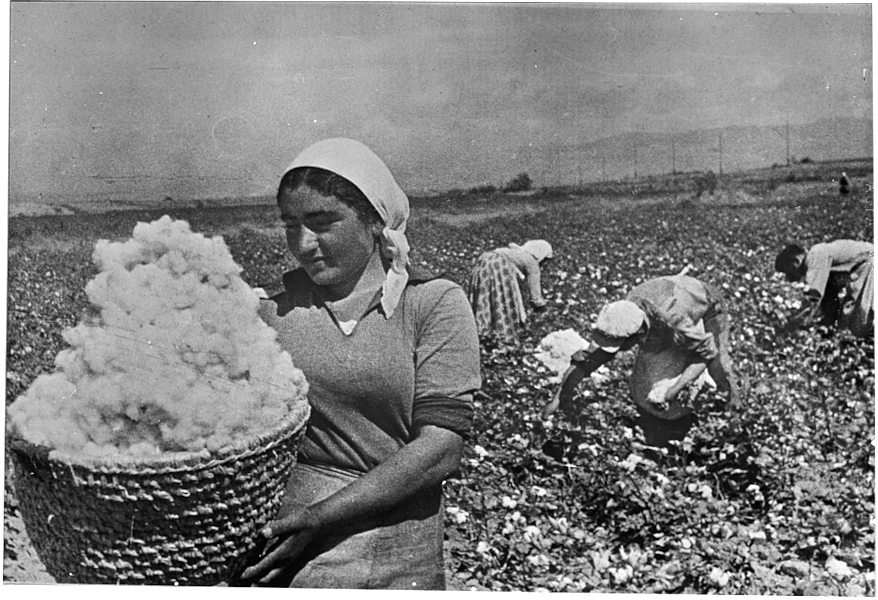
Adunători de bumbac din Republica Socialistă Armeană, în timp ce adună bumbac

Bisinoza (din greaca byssos = bumbac + -oză =  boală neinflamatorie) este o boală pulmonară profesională cronică indemnizabilă, probabil de natură alergică, determinată de inhalarea pulberilor plantelor textile, în cursul prelucrării industriale a acestora. Observată în principal la muncitorii expuși la inhalarea pulberilor de bumbac, acesta poate fi, de asemenea, legată de inhalarea pulberilor de in, cânepă, sisal și iută. Clinic se manifestă printr-o bronhopneumopatie caracterizată prin dispnee marcată cu senzația de constricție toracică și dificultățile în respirație, care este mai pronunțată mai ales în prima zi de lucru (luni) după weekendul de la sfârșitul săptămânii sau după vacanță, dar regresează spre sfârșitul săptămânii. Simptomatologia este maximă la începutul reexpunerii în fiecare săptămână. Bisinoza poate evolua treptat spre o bronhopneumopatie cronică obstructivă (BPOC).